# David Young (Schriftsteller)
David Samuel Young (* 17. Juli 1946 in Oakville, Ontario) ist ein  kanadischer Schriftsteller.
Young studierte an der University of Western Ontario. Er wurde 1981 Mitarbeiter des Verlages Coach House Press, dessen Präsident er von 1986 bis 1996 war. 1983 verfasste er mit Paul Ledoux das Stück „Fire“, das mit dem Chalmers Award ausgezeichnet und für den Dora Mavor Moore Award nominiert wurde. Als weiteres Gemeinschaftswerk entstand im Folgejahr „Love is Strange“ (nach der Geschichte eines Stalkers der Sängerin Anne Murray). Das Stück „Glenn“ (nach der Biographie des Pianisten Glenn Gould) wurde 1992 von der Necessary Angel Theatre Company uraufgeführt und für den Dora Mavor Moore Award, den Governor General's Award und den Chalmers Award nominiert. 2004 erstand nach dem gleichnamigen Roman von Alistair MacLeod das Stück „No Great Mischief“.
Außer Dramen verfasste Young auch zwei Romane sowie Drehbücher für Film und Fernsehen, u. a. arbeitete er am Drehbuch des Films Der englische Patient nach dem Roman von Michael Ondaatje mit. Er ist Gründungsdirektor des Writers' Trust of Canada und Kurator des Griffin Prize for Excellence in Poetry.

## Werke
- Fire, 1983
- Love Is Strange: A Courtroom Romance, 1984 (Still Desire You, 2008)
- Glenn, 1992
  - Übers. Michael Stegemann: Glenn. Stefani Hunzinger Bühnenverlag, Bad Homburg 1994
- Cheatin' Hearts, 1994
- Inexpressible Island, 1997
- Cavies, 1999
- Preschool, 1999
- Two Beers For Three People, 1999
- Visions Of Prostitutes, 1999
- Antarctica, 2001
- Clout, 2001
- No Great Mischief, 2004